# إيلاريو لانا
إيلاريو لانا (بالإيطالية: Ilario Lanna)‏ هو لاعب كرة قدم إيطالي في مركز الدفاع، ولد في 20 مايو 1990 في روما في إيطاليا. لعب مع نادي بوتيف بلوفديف.